# ینگی‌رباط
ینگی رباط (به ازبکی: Yangirabod) یک منطقهٔ مسکونی در ازبکستان است که در ناحیه خطیرچی واقع شده‌است. ینگی رباط ۱۵٬۵۰۰ نفر جمعیت دارد.